# Arijský boj
Arijský boj byl český antisemitský týdeník, vycházející každou sobotu od 18. května 1940 do 15. dubna 1945, kdy zanikl.
Arijský boj navazoval na nacionalistický a antisemitský časopis Štít národa, který vydával v letech 1919 až 1928 jednatel Slovanské strany protižidovské, bývalý básník a operní zpěvák Karel Babka-Kasanda. Ten se koncem 30. let seznámil s bývalým legionářem Janem Vladimírem Břetenářem. Společně v roce 1938 vydávání časopisu obnovili. Byl postupně ústředním listem několika, v tomto období rychle vznikajících a zanikajících, antisemitských organizací- Československý árijský svaz, Národní akční komitét, Protižidovská liga. Časopis vycházel do dubna 1940, kdy po dlouhodobých osobních sporech mezi  Babkou  a Břetenářem,  Babka opustil redakci a ukončil vydávání časopisu pod titulem, na který měl právo jako jeho zakladatel. 
Několik čísel vyšlo bez názvu. Břetenář posléze oznámil založení časopisu Český úderník, což nacisté neschválili, a tak byl přijat neproblémový název Arijský boj. Tento začal vycházel v květnu 1940 a prezentoval se také jako ústřední list Protižidovské ligy. Břetenář byl v prosinci 1940 zatčen gestapem pro vyděračství a až do konce války byl vězněn v koncentračním táboře Dachau.
Vydavatelkou byla od té doby Břetenářova dcera Olga, která se v roce 1941 vdala za odpovědného redaktora časopisu Bohumila Laina. Šéfredaktorem pak byl od roku 1941 novinář a agent gestapa Rudolf Novák, který s časopisem od začátku spolupracoval a byl jeho stěžejním autorem. Mezi další autory textů patřili novinář František Lelek či Emilián Peřina, do prvních čísel přispívali i manželé Zdena a Svatopluk Innemannovi.
Časopis mj. přetiskoval články z německého Der Stürmeru, dával prostor udavačům a publikoval i původní antisemitské texty a útoky na konkrétní osoby (mj. Františka Plamínková, Oldřich Nový, E. F. Burian, Karel Čapek či Edvard Beneš). Časopis byl zpočátku vydáván v nákladu 8500 výtisků, jeho náklad postupně narostl až na 21 300 výtisků.
Břetenář byl v roce 1947 odsouzen k dvaceti letům vězení, později mu byl trest snížen a v roce 1955 byl propuštěn. Lain s manželkou byli vyšetřování, odsouzeni však nebyli. Novák byl odsouzen k trestu smrti a popraven.